# Arytropteris
Arytropteris es un género de saltamontes longicornios de la subfamilia Tettigoniinae. Se distribuye en el sur de África.

## Especies
Las siguientes especies pertenecen al género Arytropteris:
- Arytropteris basalis (Walker, 1869)
- Arytropteris granulithorax Péringuey, 1916
- Arytropteris pondo Rentz, 1988